# Gaston de Douville-Maillefeu

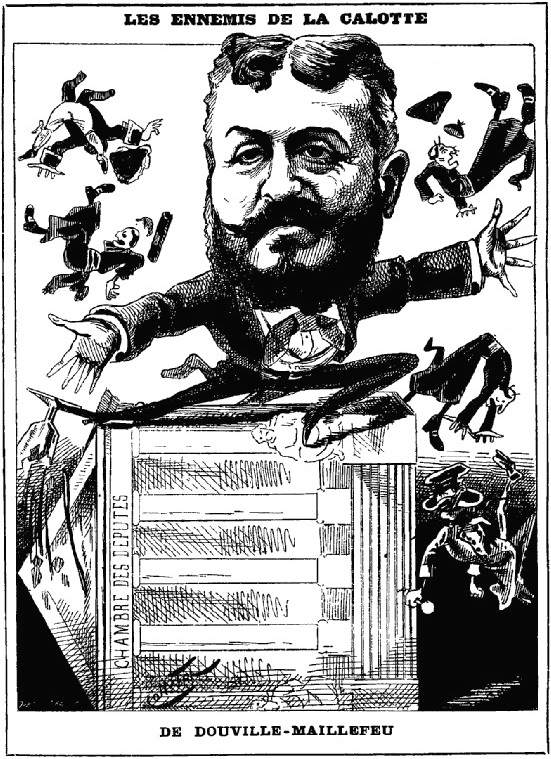
Gaston de Douville-Maillefeu.

Louis Marie Gaston de Douville-Maillefeu, född den 7 augusti 1835 i Paris, död den 29 januari 1895 i Hyères, var en fransk greve och politiker. 
Douville-Maillefeu, som tillhörde en gammal adelssläkt, var sjöofficer till 1860 och gjorde bland annat tjänst vid erövringen av Bomarsund 1854 och på fälttåget till Kina 1859. Under Paris belägring 1870–1871 gjorde han på nytt tjänst som kapten. Den 18 mars 1871 blev han tillfångatagen tillsammans med general Clément-Thomas vid det första utbrottet av kommunardernas uppror, men slapp att dela hans öde. År 1876 valdes han in i deputeradekammaren, där han sedan hade säte till sin död. Han hörde till den yttersta vänstern och gjorde sig känd dels genom sina livliga avbrott och de uppträden, han därvid väckte, dels genom sin kamp mot statsbidrag till kyrkan. Hans önskan var nämligen en nationell fransk (gammalkatolsk) frikyrka.